# Plądrownik osobliwy
Plądrownik osobliwy (Walckenaeria acuminata) – gatunek pająka z rodziny osnuwikowatych (Linyphiidae) i z podrodziny Erigoninae. Zamieszkuje Europę i Bliski Wschód.

## Występowanie
Aktywny jest przez cały rok, lecz niełatwo go spotkać. Widuje się go zarówno na wilgotnych, jak i suchych siedliskach. Występuje w całej Europie (w tym w Polsce), Iranie i pobliskich krajach. Jego habitatem są krzewinki, ogrody, parki, lasy i łąki, w ściółce i pod kamieniami w norkach. Czasem widuje się go w środku zimy, dreptającego po śniegu. Jest bardzo odporny na mrozy, bowiem zamarza dopiero przy temperaturze –7 °C. Posiada on w hemolimfie specjalne białka i substancje zapobiegające gromadzeniu się kryształków lodu.

## Charakterystyka
Osiąga długość od 4,6 do 10 mm. Jest to pająk o lekko wydłużonym ciele, bardzo przypomina mrówkowate. Głowotułów jest stosunkowo niewielki, odwłok natomiast pękaty. Ubarwienie zróżnicowane, głównie koloru czarnego lub brunatnego z czerwonymi odnóżami. Samca można rozróżnić od samicy po długim wyrostku (zapełniającym 1/3 długości ciała), na którym znajduje się osiem oczek samca.

## Ekologia i cykl życiowy
Plądrownik osobliwy nie buduje sieci łownych, lecz ściga swe ofiary na powierzchni gruntu, lub czai się na wybranym stanowisku. Wśród jego ofiar są skoczogonki, owady i  młode pająki. Czasem jednak zamiast sieci łownych, plądrownik osobliwy buduje tymczasowe schronienia. 
Rozmnażanie tego pająka nie jest dokładnie poznane. Dymorfizm płciowy jest dobrze zaznaczony. Samiec jest mniejszy od samicy i posiada ów wyrostek. Ma też duże bulbusy. Uznaje się, iż ten wyrostek jest bardzo pomocny, gdyż zaobserwowano u pokrewnych gatunków samicę trzymającą ozdobę samca podczas zalotów. Wybranek zakrada się do kryjówki ukochanej głównie w nocy. Samica nierzadko zjada samca. Używa swej przędzy do osnuwania kokonu, do którego może złożyć kilkaset jaj. Samica najprawdopodobniej też broni kokonu. Wykluwające się pajączki (tzw. nimfy) wchodzą na kłosy traw wczesną jesienią, gdzie rozsnuwają pajęczynę i lecą na niej (tzw. babie lato).